# Opoczno
Opoczno (udtale: [ɔˈpɔt͡ʂnɔ]  ( hør) er en by og kommune (Gmina) i det centrale Polen. Den ligger i voivodskabet Łódźsk (Województwo łódzkie) og har 19.246(2023) indbyggere og et areal på 23,91 km². Den er administrationsby i powiat (amt) Opoczno.
Det har en lang og rig historie, og førhen var det et af de vigtigste bycentre i det nordvestlige Lillepolen. I øjeblikket er Opoczno et vigtigt trafikknudepunkt; dens skytshelgen er Sankt Cæcilia, og byen er berømt over hele Polen for sin folklore.

## Geografi
Opoczno ligger ved floden Wąglanka, i det nordvestlige hjørne af det historiske Lillepolen. Byen og dens kommune har et samlet areal på 190 km², hvilket gør den til en af de største kommuner i voivodskabet. I Den polsk-litauiske realunion var Opoczno en del af Sandomierz Voivodeskab, og var i århundreder sæde for et stort amt.